# Richisau

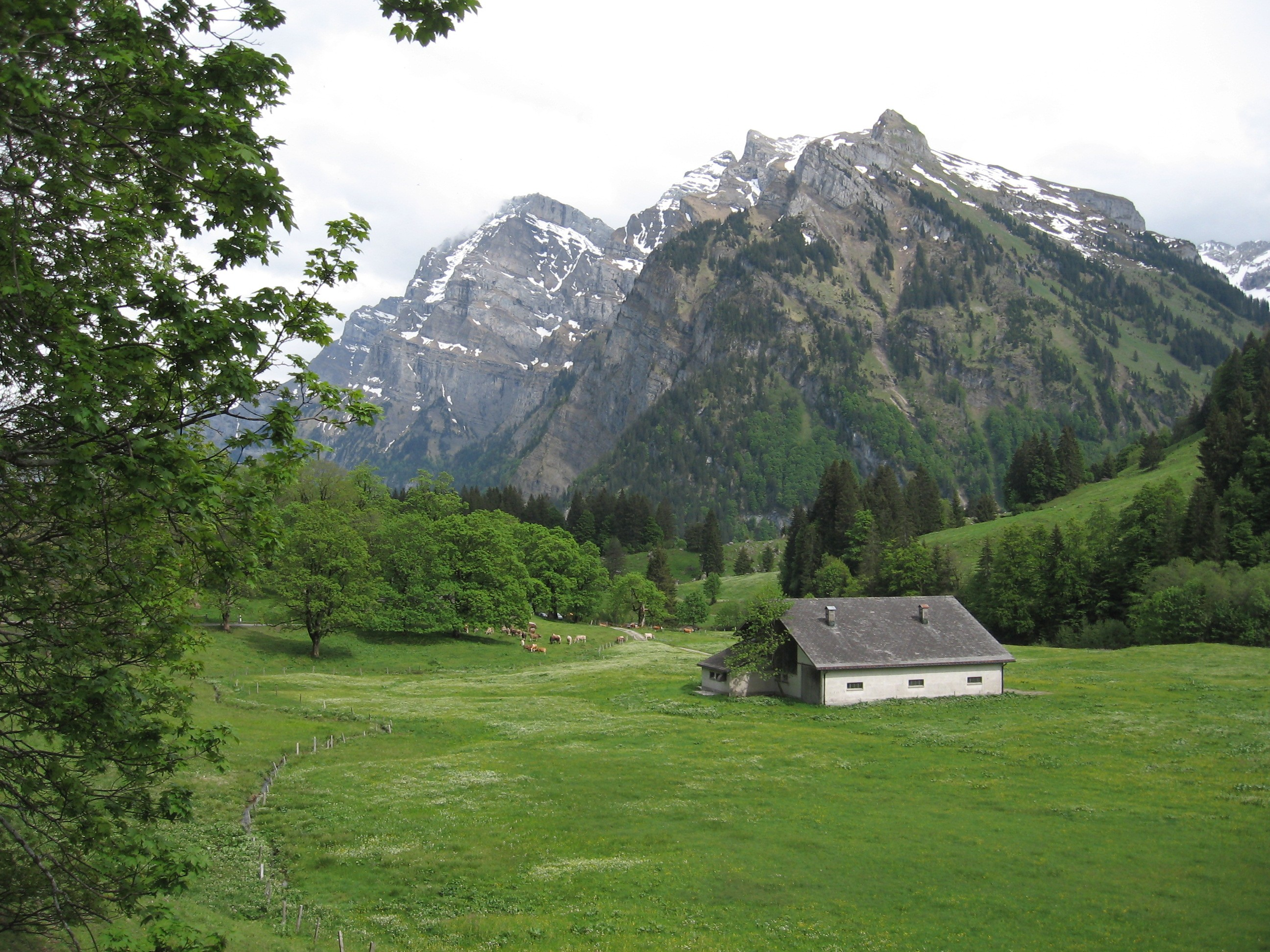
Blick gegen Süden zum Glärnisch-Massiv, in der Baumgruppe links versteckt sich das Restaurant.

Die Richisau ist ein Weiler im Klöntal und gehört zur Gemeinde Glarus, Hauptort des gleichnamigen Kantons.
Vorder-Richisau liegt auf 1102 m ü. M. und Hinter-Richisau auf 1135 m ü. M. Die Haupterwerbszweige sind die Landwirtschaft und das Gasthaus Richisau. Nebenan endet die von Glarus kommende Postautolinie. Die Richisau liegt an der Chlü, die nebenan auf ihrer linken Seite den Schwialpbach aufnimmt.
Durch Richisau führt die Pragelpassstrasse vom Klöntalersee her kommend ins Muotatal im Kanton Schwyz. Auch zweigt bei der Richisau der Fussgänger-Übergang Längeneggpass hinüber ins Obersee-Gebiet bei Näfels GL ab.